# Телюк Петро Михайлович
Телюк Петро Михайлович (3 жовтня 1941 р. — 15 лютого 2012 р.) — керівник Бориславського Народного самодіяльного театру для дітей та юнацтва.

## З життєпису
Народився на Тернопіллі. Закінчив режисерський факультет Харківського інституту культури. Вісім років працював викладачем культосвітнього училища у м. Самбір.
Далі протягом 15 років працював на Камчатці керівником професійного сценічного колективу в одному з місцевих театрів.
З 1981 р. — режисер народного театру м. Єлізово, Камчатка, Росія. За час його керівництва ним були поставлені вистави:
- «20 років потому» Ш. Хусаїнова (1981),
- «Спогад» О. Арбузова (1982),
- «Кімната» Е. Брагінського (1984),
- «Тринадцятий голова» А. Абдулліна (1983),
- «Затюканий апостол» А. Макаєнка (1987),
- «Пізня любов» О. М. Островського(1987),
- «Дім Бернарди Альби» Г. Лорки(1981),
- «97» М.Куліша (1982),
- А. Дударєв «Рядові» (1983)
- «З новим роком!» (Казка) (1983)
- «Новорічна казка» (1984)
- «Гумор — справа серйозна» (Театралізована вистава) (1985)
- В. Лісіцин «Суспільство звинувачує» (1986)
- В. Ольшанський «Бубен — учень богатиря» (казка) (1986)
- В. Удам «Відповідальність» (1987)
- Лопе де Вега «Дурочка» (1988)
- Родіонов «Допит» (1988)
- «Ванюша — Іван Петрович» (казка) (1989)
- Евріпід «Медея» (1990)
- «Нам 30» (Театралізована вистава) (1990)
- В. Орлов «Золоте курча» (казка) (1991)
- Ж. Ф. Реньяра «Єдиний спадкоємець» (1991)
- А. Островський «Гроза» (1992)
- «Новий рік і Білий кіт» (казка) (1992)

У 1992 р. переїхав з Камчатки у м. Борислав. Працював художнім керівником Мразницького Народного дому «Просвіта».
У 2002 р. очолив Бориславський народний самодіяльний театр для дітей та юнацтва.
У 2004 р. театру присвоєне звання Народного.